# Lauda (Ermland-Mazurië)
Lauda (Duits: Lawden) is een plaats in het Poolse district  Lidzbarski, woiwodschap Ermland-Mazurië. De plaats maakt deel uit van de gemeente Lidzbark Warmiński en telt 180 inwoners.